# أندرياس إيشباخ
أندرياس إيشباخ (بالألمانية: Andreas Eschbach) (و. 1959 – م) هو كاتب، وكاتب خيال علمي من ألمانيا. ولد في أولم .

## التعليم
تعلم في جامعة شتوتغارت

## أعمال بارزة
من أهم أعماله:
- Jesus Video.

## جوائز
حصل على جوائز منها:
- Grand Prix de l'Imaginaire.

## روابط خارجية
- أندرياس إيشباخ على موقع IMDb (الإنجليزية)
- أندرياس إيشباخ على موقع مونزينجر (الألمانية)
- أندرياس إيشباخ على موقع ميوزك برينز (الإنجليزية)
- أندرياس إيشباخ على موقع ديسكوغز (الإنجليزية)
- أندرياس إيشباخ على موقع قاعدة بيانات الفيلم (الإنجليزية)